# Gastrotheca angustifrons
Gastrotheca angustifrons és una espècie de granota de la família del hemipràctids. Va ser descrit com a Nototrema angustifrons pel zoòleg belga George Albert Boulenger el 1898.
És una espècie arbòria i viu de la vegetació dins del bosc humit de les terres baixes prop de l'aigua. Només s'ha trobat en boscos tancats i no s'ha trobat en hàbitats secundaris. Tots els exemplars coneguts es van trobar en arbustos i arbres a prop de rierols del bosc durant la nit. Es reprodueix per desenvolupament directe i els ous es porten a l'esquena de la femella.

## Distribució
Es troba a zones fragmentades de les terres baixes del Pacífic al nord-oest de l'Equador i a l'oest de Colòmbia, de 100 fins a 600 m d'altitud. A l'Equador només es coneix de Cachabí a la província d'Esmeraldas. A Colòmbia, es coneix per un nombre reduït de localitats dels departaments de Cauca, Valle del Cauca i Chocó.
A la Llista Vermella de la UICN és catalogat en perill crític d'extincio. Les principals amenaces són la pèrdua d'hàbitat a causa dels cultius il·legals, la tala, les activitats mineres i la fumigació de cultius il·legals. Va patir un dràstic descens de la població durant la dècada de 1990.